# Communauté de communes de l’Ouest de la Plaine de France
Die Communauté de communes de l’Ouest de la Plaine de France ist ein ehemaliger französischer Gemeindeverband mit der Rechtsform einer Communauté de communes im Département Val-d’Oise in der Region Île-de-France. Sie wurde am 10. Dezember 2001 gegründet und bestand zuletzt aus sieben Gemeinden. Der Verwaltungssitz befand sich im Ort Domont.
Der Gemeindeverband fusionierte mit Wirkung vom 1. Januar 2016 mit der Communauté d’agglomération de la Vallée de Montmorency und bildete so die neue Communauté d’agglomération Plaine Vallée.

## Ehemalige Mitgliedsgemeinden
1. Attainville
2. Bouffémont
3. Domont
4. Ézanville
5. Moisselles
6. Piscop
7. Saint-Brice-sous-Forêt